# Le Fou chantant
Pour plus de détails, voir Fiche technique et Distribution.
Le Fou chantant (The Singing Fool) est un film américain réalisé par Lloyd Bacon, sorti en 1928.

## Fiche technique
- Titre français : Le Fou chantant
- Titre original : The Singing Fool
- Réalisation : Lloyd Bacon
- Scénario : C. Graham Baker et Joseph Jackson
- Production :
- Société de production : Warner Bros. Pictures
- Distribution :  États-Unis : Warner Bros. Pictures
- Musique : Louis Silvers
- Photographie : Byron Haskin
- Montage : Ralph Dawson et Harold McCord
- Décors :
- Costumes :
- Pays de production :  États-Unis
- Genre : Film musical et drame
- Durée : 105 minutes
- Format : Noir et blanc - 1,37:1 - Format 35 mm
- Budget : deux cent mille dollars
- Dates de sortie :
  - États-Unis : 19 septembre 1928 (New York - Version sonore)
  - États-Unis : 29 septembre 1928 (Sortie nationale - Version sonore)
  - États-Unis : 1er janvier 1929 (Version muette)

## Distribution

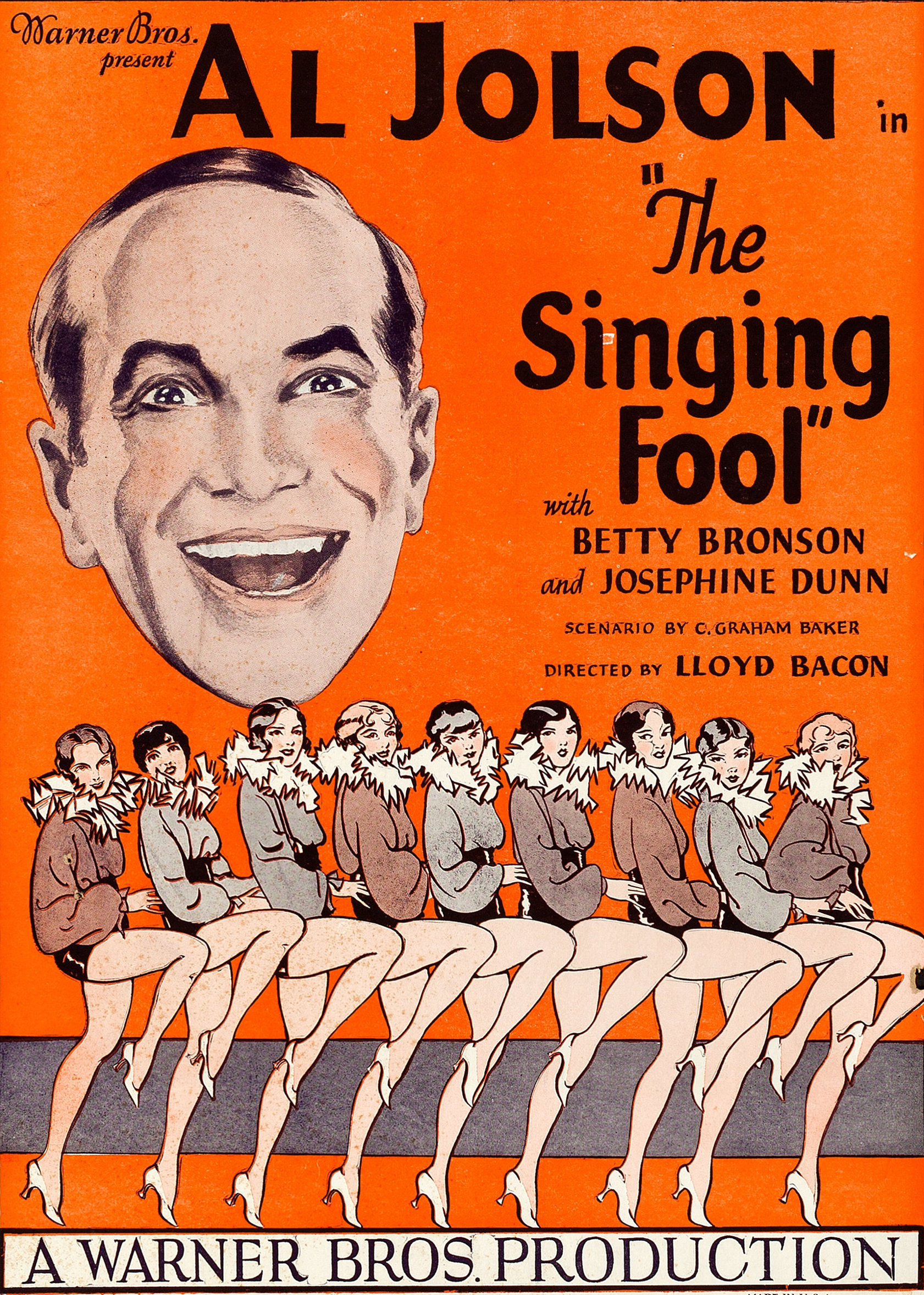
Affiche du film.

- Al Jolson : Al Stone
- Betty Bronson : Grace
- Josephine Dunn : Molly Winton
- Arthur Housman : Blackie Joe
- Reed Howes : John Perry
- Davey Lee : Sonny Boy
- Edward Martindel : Louis Marcus
- Robert Emmett O'Connor : Bill

## Bande originale
La chanson Sonny Boy interprétée par Al Jolson dans le film a été n°1 des ventes de disque pendant 12 semaines.
Autres chansons du film : It All Depends on You (paroles de Ray Henderson, musique de Buddy DeSylva, Brown et Al Jolson) et There's a Rainbow 'Round my Shoulder (Dave Dreyer, Billy Rose et Al Jolson).